# Доњи Бабин Поток
Доњи Бабин Поток је насељено мјесто у Лици, у општини Врховине, Личко-сењска жупанија, Република Хрватска.

## Географија
Доњи Бабин Поток је удаљен око 7 км источно од Врховина. Налази се на путу Оточац – Кореница.

## Историја
До територијалне реорганизације у Хрватској насеље се налазило у саставу бивше општине Оточац. Доњи Бабин Поток се од распада Југославије до августа 1995. године налазио у Републици Српској Крајини.

## Становништво
Према попису из 1991. године, насеље Доњи Бабин Поток је имало 248 становника, међу којима је било 238 Срба, 3 Хрвата и 5 Југословена. Према попису становништва из 2001. године, Доњи Бабин Поток је имао 101 становника. Доњи Бабин Поток је према попису из 2011. године имао 116 становника.
| Националност       | 1991. | 1981. | 1971. | 1961. |
| Срби               | 238   | 246   | 345   |       |
| Југословени        | 5     | 31    |       |       |
| Хрвати             | 3     | 2     | 3     |       |
| остали и непознато | 2     |       |       |       |
| Укупно             | 248   | 279   | 348   | 401   |

| Демографија | Демографија | Демографија |
| Година      | Становника  | Становника  |
| ----------- | ----------- | ----------- |
| 1961.       | 401         |             |
| 1971.       | 348         |             |
| 1981.       | 279         |             |
| 1991.       | 248         |             |
| 2001.       | 101         |             |
| 2011.       |             | 116         |

## Попис 1991.
На попису становништва 1991. године, насељено место Доњи Бабин Поток је имало 248 становника, следећег националног састава:
| Попис 1991.‍ | Попис 1991.‍ | Попис 1991.‍ | Попис 1991.‍ | Попис 1991.‍ |
| ----------- | ----------- | ----------- | ----------- | ----------- |
|             |             |             |             |             |
| Срби        | Срби        |             | 238         | 95,96%      |
| Југословени | Југословени |             | 5           | 2,01%       |
| Хрвати      | Хрвати      |             | 3           | 1,20%       |
| Муслимани   | Муслимани   |             | 1           | 0,40%       |
| непознато   | непознато   |             | 1           | 0,40%       |
| укупно: 248 |             |             |             |             |